# Botryosphaeriaceae
Botryosphaeriaceae Theiss. & Syd. – rodzina grzybów z klasy Dothideomycetes.

## Charakterystyka
Grzyby mikroskopijne, nekrotrofy będące pasożytami roślin, głównie drzew. Większość gatunków występuje w kilmacie umiarkowanym. Askostromy średniej wielkości, kuliste o barwie od ciemnobrunatnej do czarnej, zanurzone w tkankach roślin. Początkowo są zamknięte, dopiero podczas dojrzewania zarodników ich ujścia (ostiole) wynurzają się spod kory. Występują pojedynczo lub w gęstych grupach, przy czym ich boki stykają się z sobą. Ściany askostrom zbudowane z dużych, pseudoparenchymatycznych komórek. Wewnątrz askostrom występują pseudocystydy. Worki cylindryczne lub szeroko maczugowate ze szczytową komorą podobną do dzióbka. Askospory zwykle jednokomórkowe.

## Systematyka i nazewnictwo
Pozycja w klasyfikacji według Index Fungorum:
Botryosphaeriaceae, Botryosphaeriales, Incertae sedis, Dothideomycetes, Pezizomycotina, Ascomycota, Fungi.
Według aktualizowanej klasyfikacji Index Fungorum bazującej na Dictionary of the Fungi do rodziny Phyllostictaceae należą liczne rodzaje, m.in.:
- Botryosphaeria Ces. & De Not. 1863
- Diplodia Fr. 1834
- Dothiora Fr. 1849[2].
- Sphaeropsis Sacc. 1880